# Мілтон (переписна місцевість, Нью-Гемпшир)
Мілтон (англ. Milton) — переписна місцевість (CDP) в США, в окрузі Страффорд штату Нью-Гемпшир. Населення — 593 особи (2020).

## Географія
Мілтон розташований за координатами 43°24′11″ пн. ш. 70°59′33″ зх. д. / 43.40306° пн. ш. 70.99250° зх. д. (43.402981, -70.992363).  За даними Бюро перепису населення США в 2010 році переписна місцевість мала площу 2,09 км², з яких 2,09 км² — суходіл та 0,00 км² — водойми.

## Демографія
Згідно з переписом 2010 року, у переписній місцевості мешкало 575 осіб у 226 домогосподарствах у складі 148 родин. Густота населення становила 274 особи/км².  Було 261 помешкання (125/км²).
Расовий склад населення:
| - 96,2 % — білих - 0,9 % — чорних або афроамериканців |

До двох чи більше рас належало 3,0 %. Частка іспаномовних становила 1,2 % від усіх жителів.
За віковим діапазоном населення розподілялося таким чином: 28,2 % — особи молодші 18 років, 63,1 % — особи у віці 18—64 років, 8,7 % — особи у віці 65 років та старші. Медіана віку мешканця становила 35,9 року. На 100 осіб жіночої статі у переписній місцевості припадало 109,1 чоловіків;  на 100 жінок у віці від 18 років та старших — 100,5 чоловіків також старших 18 років.
Середній дохід на одне домашнє господарство  становив 51 088 доларів США (медіана — 50 813), а середній дохід на одну сім'ю — 57 180 доларів (медіана — 58 281). За межею бідності перебувало 16,7 % осіб, у тому числі 14,8 % дітей у віці до 18 років та 0,0 % осіб у віці 65 років та старших.
Цивільне працевлаштоване населення становило 265 осіб. Основні галузі зайнятості: освіта, охорона здоров'я та соціальна допомога — 34,7 %, виробництво — 25,3 %, науковці, спеціалісти, менеджери — 13,2 %, транспорт — 10,2 %.